# Przełęcz Krzyżowa (Beskid Sądecki)
Przełęcz Krzyżowa (ok. 770 m) – przełęcz w Beskidzie Sądeckim. Znajduje się w bocznym grzbiecie Pasma Jaworzyny, które od Czubakowskiej (1082 m) odbiega poprzez Przysłop (944 m) we wschodnim kierunku. Na Drabiakówce grzbiet ten zmienia kierunek na południowo-wschodni i poprzez Przełęcz Krzyżową i Krzyżową (813 m) opada po Holicę (697 m). Spod przełęczy w północno-wschodnim kierunku spływa niewielki potok będący prawym dopływem Kryniczanki, w południowo-zachodnim potok uchodzący do Czarnego Potoku.
Przełęcz Krzyżowa znajduje się w grzbiecie oddzielającym Krynicę od jej osiedla Czarny Potok, w którym jest dolna stacja kolejki gondolowej na Jaworzynę Krynicką i zespół hoteli. Przełęcz znajduje się w lesie, ale po jej zachodniej stronie są duże łąki na obydwu jej stokach, zarówno tym opadającym do doliny Czarnego Potoku, jak i tym opadającym do Słotwin (znajdują się na nim wyciągi narciarskie stacji Słotwiny). Przełęcz Krzyżowa jest też węzłem szlaków turystycznych.

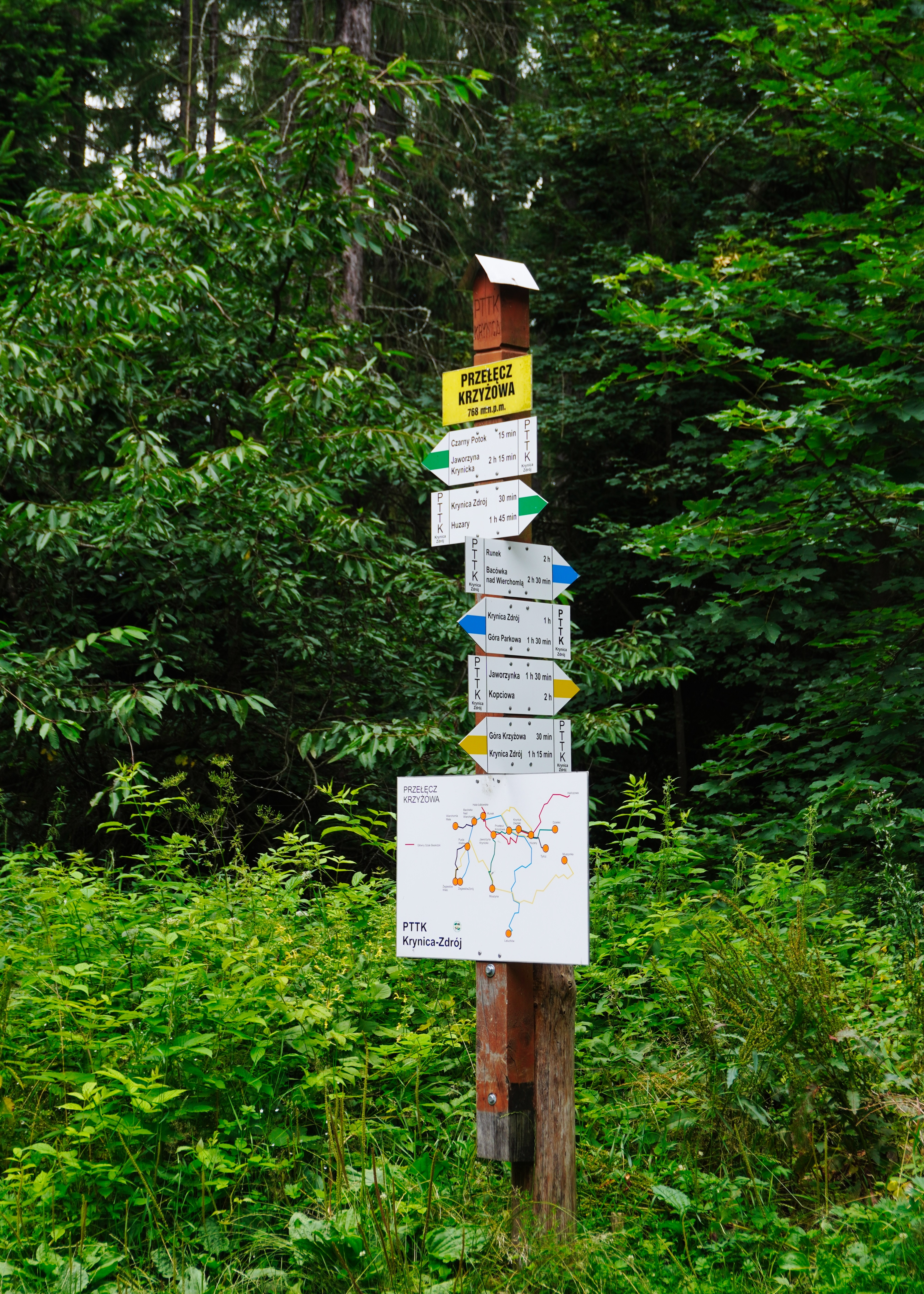
Tabliczka i drogowskazy na Przełęczy Krzyżowej

## Szlaki turystyczne
zielony: Krynica – Przełęcz Krzyżowa – Jaworzyna Krynicka
 niebieski: Krynica – Krzyżowa – Przełęcz Krzyżowa – Drabiakówka – Runek
 żółty: Krynica – Krzyżowa – Przełęcz Krzyżowa – Drabiakówka – Kopciowa